# Islamski enziklopeditscheski slowar
Das Enzyklopädische Wörterbuch des Islam (russisch Исламский энциклопедический словарь / Islamski enziklopeditscheski slowar, wiss. Transliteration Islamskij ėnciklopedičeskij slovar'), kurz IES (russisch ИЭС, wiss. Transliteration IĖS), ist ein in seinem Inhalt nach Themen geordnetes russischsprachiges muslimisches Nachschlagewerk zum Islam.

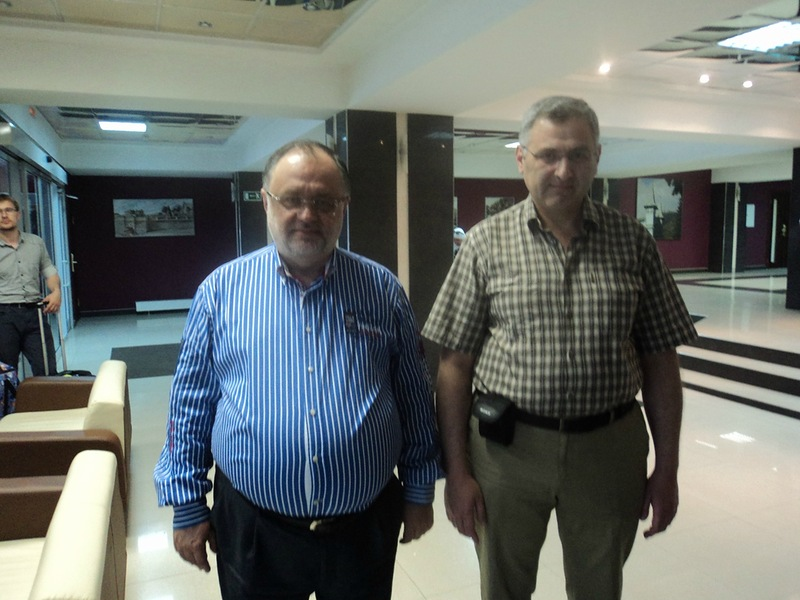
Aydın Əlizadə (rechts) und Wjatscheslaw Polossin

## Allgemeines
Der Verfasser des einbändigen, in der gedruckten Version 400 Seiten umfassenden Nachschlagewerkes ist der 1963 in Baku geborene aserbaidschanische Autor Aydın Arif oğlu Əlizadə. Das Buch erschien 2007 in dem auf die Produktion islamischer Literatur spezialisierten Verlag Ansar in Moskau. Das Buch ist über Wikisource auch online abrufbar. Innerhalb der verschiedenen 30 Themengruppen des Nachschlagewerkes sind die Artikel in alphabetischer Reihenfolge angeordnet, es gibt zusätzlich einen alphabetischen Index für das Ganze. In der Themengruppe XXIX (Reformer, Aufklärer, Politiker) beispielsweise werden Muhammad Abduh, Dschamal ad-Din al-Afghani, Muhammad Iqbal, Sayyid Qutb, Abū l-Aʿlā Maudūdī, Muhammad ibn ʿAbd al-Wahhāb, Said Nursî, Muḥammad Raschīd Ridā und Ruhollah Chomeini abgehandelt.
Der Vorbemerkung des Autors zufolge ist dieses enzyklopädische Wörterbuch das erste Handbuch in russischer Sprache, das die meisten der in der islamischen Tradition verwendeten grundlegenden Konzepte und Begriffe zu erklären versucht, wobei er sich bemüht habe, das Material so objektiv wie möglich darzustellen, in Übereinstimmung mit der anerkannten muslimischen Tradition, ohne seine eigenen Einschätzungen und Schlussfolgerungen einzubringen. Er weist darauf hin, dass die Wörterbucheinträge nur grundlegende Informationen zu einem bestimmten Thema liefern würden, und viele Themen in früheren islamischen enzyklopädischen Wörterbüchern und religionsgeschichtlichen Nachschlagewerken noch nicht behandelt wurden.

## Gliederung
- I. Grundlegende Prinzipien des Islams
- II. Die Lehre des Monotheismus
- III. Muslimische Eschatologie
- IV. Die Engel
- V. Der Teufel und die Dschinn
- VI. Sünden und Bußfertigkeit
- VII. Der Kampf für hohe Ideale und der Heilige Krieg
- VIII. Kategorien der Menschen
- IX. Vorislamisches Heidentum
- X. Apostasie und die falschen Propheten Arabiens
- XI. Muslimischer Staat
- XII. Städte, geographische Namen
- XIII. Moscheen und heilige Stätten
- XIV. Nationen und Stämme
- XV. Historische Figuren und Ereignisse
- XVI. Religionsgemeinschaften
- XVII. Heilige Reliquien; Schriftstücke aus der Zeit vor dem Qu‘ran
- XVIII. Islamische Primärquellen

Der Koran
Die Sunna
Auslegung von Koran und Sunna
- XIX. Die Propheten und die Rechtschaffenen
- XX. Die Wunder der Propheten
- XXI. Familienmitglieder und direkte Nachkommen des Propheten Muhammad
- XXII. Zeitgenossen und Verwandte des Propheten Muhammad
- XXIII. Begleiter des Propheten Muhammad

Andere Gefährten des Propheten
- XXIV. Anhänger der Gefolgsleute des Propheten Muhammad
- XXV. Islamisches Recht (Fiqh)

Besondere Begriffe im islamischen Recht
Muslimische Rechtsgelehrte und ihre Anhänger
Juristische Methoden
Rechtsschulen
- XXVI. Kalam und Philosophie
- XXVII. Spirituelle Lehre des Islam (Tasawwuf)
- XXVIII. Sekten, Bewegungen, Richtungen
- XXIX. Reformer, Aufklärer, Politiker
- XXX. Muslimischer Kalender und Feiertage